# Baderna
Baderna – wieś w Chorwacji, w żupanii istryjskiej, w mieście Poreč. W 2011 roku liczyła 240 mieszkańców.
Jest położona na półwyspie Istria, 13 km na wschód od Poreča i 20 km na południowy zachód od Pazinu. W miejscowości funkcjonuje suchy port. Przez Badernę przebiega droga z Poreču do Rijeki. Miejscowa gospodarka opiera się na rolnictwie i turystyce.
W XIV wieku Baderna wyludniła się z powodu epidemii dżumy. Nowa osada została założona w 1541 roku przez osadników z Dalmacji, zachodniej Bośni i znad Zatoki Kotorskiej. Przez pewien okres położona była na granicy austriacko-weneckiej.